# Anchoviella alleni
Anchoviella alleni är en fiskart som först beskrevs av Myers, 1940.  Anchoviella alleni ingår i släktet Anchoviella och familjen Engraulidae. Inga underarter finns listade i Catalogue of Life.